# 岩倉具張
岩倉 具張（いわくら ともはる、旧字体：岩倉具󠄁張、1878年（明治11年）7月3日 - 1951年（昭和26年）12月5日）は、日本の政治家。公爵。貴族院議員。岩倉家の第17代当主。

## 人物
岩倉具視の次男である岩倉具定の長男。東京帝国大学在学中、西郷従道の長女桜子と結婚。1905年（明治38年）7月10日、東京帝国大学卒業。1905年12月1日、一年志願兵として近衛歩兵第1連隊に入営。1906年（明治36年）11月30日、陸軍歩兵軍曹に任ぜられ満期除隊。1907年（明治37年）3月7日、内務属に任ぜられ、同日から内務省地方局に勤務する。1908年（明治38年）6月、陸軍歩兵少尉に任ぜられ、同日予備役を仰せ付けられる。
1910年（明治43年）4月13日、父具定の死により襲爵（しゅうしゃく）。同日、貴族院議員（1914年（大正3年）9月1日まで）となる。1911年（明治44年）3月、宮内省御用掛を仰せ付けられる。宮内大臣官房総務課勤務。同年12月、宮内省御用掛を免ぜられ、宮内書記官となる。1912年（明治45年）7月31日、大喪使事務官を仰せ付けられる。同年9月10日、明治天皇霊柩供奉を仰せ付けられる。1913年2月27日、皇太后陛下沼津行啓供奉を仰せ付けられる。同年2月8日、皇太后主事兼宮内書記官に任ぜられる。芸者遊びが好きで足繁く花街に通うものの、吝嗇のため「天保銭の御前（細かい釣り銭まで必ず持って帰る）」と呼ばれていた
このころ、投機的商人の誘いに乗って土地投機に手を出して失敗。鉄道敷設予定地という触れ込みで紹介された土地を北海道で大々的に買い漁ったものの、実際の鉄道は三菱財閥のオーナー一族・岩崎家が購入した土地を通り、具張の土地は素通りしてしまった。これにより具張は当時の金で300万円（資金としては現在（2021年時点）の約35、6億円に相当 ）もの損害を受けた。さらに具張は新橋の芸者のもとに通い詰め、ひいきの芸者を落籍してレストランを開かせるなどの放蕩で一族の資産を浪費。この後始末に困って高利貸に頼ったところ、1914年（大正3年）7月21日、東京霞ヶ関の自邸を差し押さえられ、スキャンダルとなる。これら負債累積など家計紊乱の責任を取って、1914年（大正3年）7月20日、宮内書記官を辞任。同年7月29日、皇太后宮主事を辞任。同年8月29日、親族会議の結果、家督を長男具栄に強制的に譲らされ隠居。同年暮より行方不明となる。
1915年（大正4年）、『北海道タイムス』記者によって福島県飯坂温泉で発見され、東京府に連れ戻される。1916年（大正5年）9月15日、借金を踏み倒したまま隠居して返済義務を逃れようとした廉により、合名会社大橋銀行より詐欺罪で東京地方裁判所に告訴される。
以後は家族と別居、愛人とともに生活した。1951年（昭和26年）12月5日、神奈川県三浦郡葉山町の自宅にて脳溢血で73歳にて死去。墓所は品川区海晏寺。

## 親族
父は岩倉具定、母は岩倉久子。姉に依仁親王妃周子、4人の妹はそれぞれ華族の西郷従徳、水野忠美、武井守成、島津忠弘に嫁いだ。弟に具幸、具美、具高　具顯（小桜葉子の父）がおり、それぞれ分家。
妻は西郷従道の長女桜子。長男具栄は英文学者。次男具実は言語学者。三男具方は画家。三女靖子は『赤化華族事件』で治安維持法違反容疑で逮捕、釈放後自殺。

## 栄典・授爵
- 1901年（明治34年）12月20日 - 正五位[8]
- 1907年（明治40年）12月27日 - 従四位[9]
- 1910年（明治43年）4月13日 - 公爵
- 1913年（大正2年）2月28日 - 正四位[10]